# Neopilinidae
Famille
Synonymes
- Laevipilinidae Moskalev, Starobogatov & Filatova, 1983
- Micropilinidae Haszprunar & Schaefer, 1997
- Monoplacophoridae Moskalev, Starobogatov & Filatova, 1983
- Triblidiidae

Les Neopilinidae sont une famille marine de mollusques monoplacophores, l'unique famille de l'ordre des Neopilinida.

## Liste des genres
Selon World Register of Marine Species (5 mars 2021) :
- genre Adenopilina Starobogatov & Moskalev, 1987 -- 1 espèce
- genre Laevipilina McLean, 1979 -- 5 espèces
- genre Micropilina Warén, 1989 -- 6 espèces
- genre Monoplacophorus Moskalev, Starobogatov & Filatova, 1983 -- 1 espèce
- genre Neopilina Lemche, 1957 -- 4 espèces
- genre Veleropilina Starobogatov & Moskalev, 1987 -- 10 espèces
- genre Vema Clarke & Menzies, 1959 -- 4 espèces

## Synonymes
- Laevipilinidae Moskalev, Starobogatov & Filatova, 1983[2]
- Micropilinidae Haszprunar & Schaefer, 1997[2]
- Monoplacophoridae Moskalev, Starobogatov & Filatova, 1983[2]

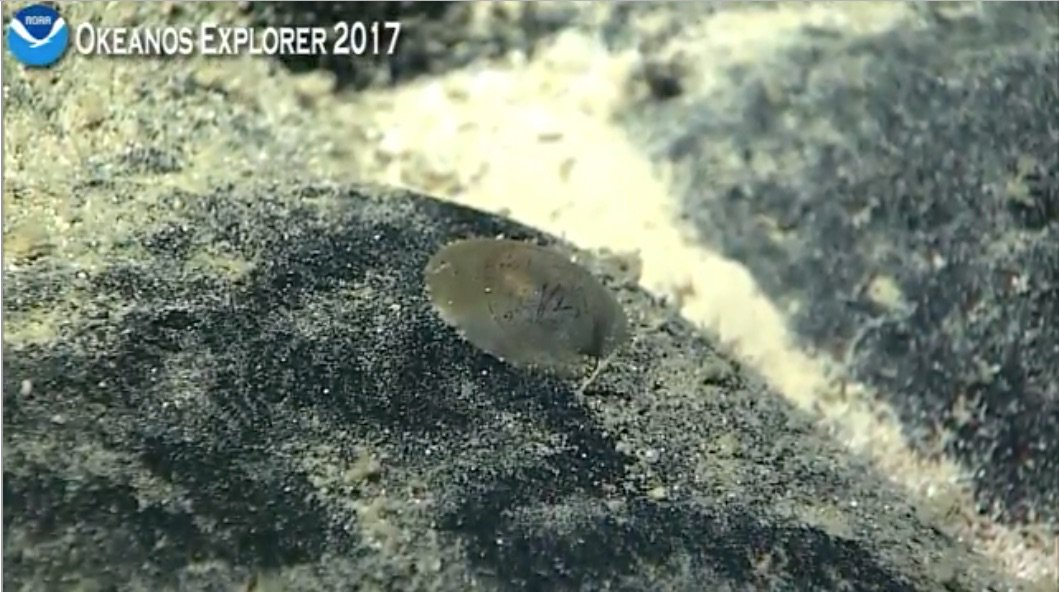
Un monoplacophore du genre Neopilina observé dans les abysses au large des îles Samoa.

- Triblidiidae[3]